# 207899 Grinmalia
207899 Grinmalia è un asteroide della fascia principale. Scoperto nel 2008, presenta un'orbita caratterizzata da un semiasse maggiore pari a 3,0038216 UA e da un'eccentricità di 0,2528890, inclinata di 7,62740° rispetto all'eclittica.